# Wydział Bioinżynierii Zwierząt Uniwersytetu Warmińsko-Mazurskiego
Wydział Bioinżynierii Zwierząt Uniwersytetu Warmińsko-Mazurskiego (WBZ) – jeden z 15 wydziałów Uniwersytetu Warmińsko-Mazurskiego w Olsztynie.

## Historia
Wydział Zootechniczny powstał w 1950 roku, wraz z utworzeniem pierwszej szkoły wyższej w Olsztynie - Wyższej Szkoły Rolniczej (przemianowanej w 1972 roku na Akademię Rolniczo-Techniczną). W swojej historii jednostka ta kilkakrotnie zmieniała swoją nazwę: w 1961 na Wydział Hodowli Zwierząt, w 1966 roku ponownie na Wydział Zootechniczny, aż w końcu w 1998 roku na Wydział Bioinżynierii Zwierząt, pod którą funkcjonuje do dziś. Od 1 września 1999 wchodzi w struktury Uniwersytetu Warmińsko-Mazurskiego w Olsztynie, który powstał w wyniku połączenia Akademii Rolniczo-Technicznej, Wyższej Szkoły Pedagogicznej oraz Warmińskiego Instytutu Teologicznego. 
Od 1966 roku Wydział posiada uprawnienia do nadawania stopni naukowych doktora habilitowanego i doktora w dziedzinie nauk rolniczych w dyscyplinie zootechnika. Prowadzi studia doktoranckie w dziedzinie nauk rolniczych w ww. dyscyplinie naukowej. W wyniku postępowania akredytacyjnego przeprowadzonego przez Państwową Komisję Akredytacyjną 7 października 2011 r. wpłynęła informacja o przyznaniu oceny wyróżniającej kierunkowi zootechnika. WBZ jest pierwszym wydziałem w historii Uczelni oraz jedynym wydziałem w Polsce kształcącym na kierunku zootechnika, który uzyskał ocenę wyróżniającą.
W 2016 roku rozpoczęto kształcenie na kierunku zwierzęta w rekreacji, edukacji i terapii.
1 stycznia 2020 w wyniku likwidacji samodzielnego Wydziału Nauk o Środowisku do struktury wydziału włączono kierunek Rybactwo wraz z 3 katedrami.

## Opis kierunków
Na kierunku zootechnika prowadzone są studia stacjonarne:
- studia pierwszego stopnia – inżynierskie (7 sem.), sp. chów i hodowla zwierząt amatorskich, hodowla i użytkowanie zwierząt, hodowla koni i jeździectwo, profilaktyka zootechniczna i rehabilitacja koni
- studia drugiego stopnia – magisterskie (3 sem.), sp. biotechnologia w hodowli zwierząt, hodowla i użytkowanie zwierząt, kształtowanie jakości produktów zwierzęcych, produkcja mieszanek paszowych i doradztwo żywieniowe

oraz studia niestacjonarne:
- studia pierwszego stopnia – inżynierskie (7 sem.), sp. hodowla i użytkowanie zwierząt, hodowla koni i jeździectwo
- studia drugiego stopnia – magisterskie (3 sem.), sp. hodowla i użytkowanie zwierząt, produkcja mieszanek paszowych i doradztwo żywieniowe

Na makrokierunku bioinżynieria produkcji żywności realizowane są studia stacjonarne:
- studia pierwszego stopnia – inżynierskie (7 sem.), sp. gospodarka żywnościowa, przetwórstwo żywności, kształtowanie jakości i bezpieczeństwo w produkcji żywności

Na kierunku Rybactwo prowadzone są studia stacjonarne: 
- studia pierwszego stopnia – inżynierskie (7 sem.), sp. rybactwo
- studia drugiego stopnia – magisterskie (3 sem.), sp. akwakultura i akwarystyka

## Władze wydziału
W kadencji 2024–2028:
| Stanowisko                 | Imię i nazwisko                       |
| -------------------------- | ------------------------------------- |
| Dziekan                    | prof. dr hab. inż. Urszula Czarnik    |
| Prodziekan ds. kształcenia | dr hab. Rafał Strzeżek                |
| Prodziekan ds. studenckich | dr inż. Paulina Pogorzelska-Przybyłek |

## Struktura organizacyjna
| Katedra                                                    | Kierownik                              |
| ---------------------------------------------------------- | -------------------------------------- |
| Katedra Biochemii i Biotechnologii Zwierząt                | prof. dr hab. inż. Władysław Kordan    |
| Katedra Drobiarstwa i Pszczelnictwa                        | prof. dr hab. inż. Krzysztof Kozłowski |
| Katedra Genetyki Zwierząt                                  | prof. dr hab. inż. Stanisław Kamiński  |
| Katedra Higieny Zwierząt i Środowiska                      | dr hab. Dorota Witkowska               |
| Katedra Hodowli Koni i Jeździectwa                         | dr hab. inż. Ewa Jastrzębska           |
| Katedra Hodowli Owiec i Kóz                                | prof. dr hab. inż. Jan Miciński        |
| Katedra Hodowli Trzody Chlewnej                            | dr hab. inż. Wojciech Kozera           |
| Katedra Hodowli Zwierząt Futerkowych i Łowiectwa           | prof. dr hab. inż. Andrzej Gugołek     |
| Katedra Ichtiologii i Akwakultury                          | prof. dr hab. inż. Dorota Fopp-Bayat   |
| Katedra Towaroznawstwa Ogólnego i Doświadczalnictwa        | prof. dr hab. inż. Daria Murawska      |
| Katedra Towaroznawstwa i Przetwórstwa Surowców Zwierzęcych | prof. dr hab. inż. Tomasz Daszkiewicz  |
| Katedra Żywienia Zwierząt, Paszoznawstwa i Hodowli Bydła   | prof. dr hab. inż. Cezary Purwin       |